# Protherohyus
Protherohyus is een geslacht van uitgestorven pekari's dat tijdens het Mioceen in Noord- en Midden-Amerika leefde. De typesoort is Protherohyus brachydontus.

## Fossiele vondsten
Fossiele vondsten dateren uit de North American Land Mammal Age Hemphillian, vallend binnen het Laat-Mioceen. Protherohyus is bekend uit de Amerikaanse staten Florida, Indiana en Texas, Mexico en Costa Rica. In de Curré-formatie in de Costa Ricaanse provincie Puntarenas is een fossiele kies van 5,8 miljoen jaar oud gevonden. Protherohyus kwam samen voor met andere pekari's zoals Platygonus en Prosthennops.

## Kenmerken
Prosthennops was een graseter.